# وارد جاست
وارد جاست (بالإنجليزية: Ward Just)‏‏ (5 سبتمبر 1935 في ميشيغان سيتي - 19 ديسمبر 2019) روائي، وصحفي من الولايات المتحدة.